# Zoo loco
Zoo Loco es un libro de poesía de María Elena Walsh publicado por primera vez en 1964, por Fariña Editores, en Buenos Aires. Actualmente su publicación se encuentra en manos de Editorial Alfaguara.
El libro abarca cuarenta quintetos que siguen la fórmula del limerick (poesía) y se refieren a distintos animales en un estilo humorístico y disparatado. La autora emparenta su obra con la estética del nonsense inglés y juega con el lenguaje inventando palabras o incorporando algunos términos y procedimientos del lunfardo, por ejemplo, hablar al vesre.
Cada poema se compone de cinco versos con rima consonante según la estructura: AABBA. Los dos primeros y el quinto son endecasílabos, mientras que tercero y cuarto tienen siete sílabas cada uno.
Con gran imaginación y una mirada poética magistral, la autora recrea el universo zoológico a través de esta disparatada y original enumeración de animales que incluyen vaca, tortuga, hipopótamo, gato, canario, foca, pava, toro, chimpancé, víbora, gallo, gallina, paloma, lombriz, golondrina, rana, mono, cangrejo, garza colorada, tonina, hormiga, lobo, atún, sapo, caracol, trucha, llama, pulpo, pingüino, tigre, cocodrilo, mosquito, puma, cotorra, jirafa, caballo, zorrino, coyote, mojarritas, quirquincho, elefante y lechón.